# درجه بریکس
درجه بریکس یک معیار تعیین میزان شکر در محلول است که بستگی به میزان انکسار نور دارد و در صنایع نوشابه‌سازی و آب‌میوه استفاده می‌شود. یک درجه بریکس برابر است با یک گرم ساکاروز در ۱۰۰ گرم محلول.
درجه بریکس (Brix) نشان دهنده درصد وزن مواد جامد موجود در یک محلول به وزن کل محلول می‌باشد، یا به عبارت دیگر، درصد وزنی مواد جامد موجود در محلول.
پس هرچه درجه بریکس محلولی بیشتر باشد، غلظت مواد جامد در آن محلول، برای مثال ملاس، بیشتر و مقدار آب محلول کمتر است.
با توجه به اینکه وزن مخصوص (وزن حجمی-وزن واحد حجم) مواد در دماهای مختلف متفاوت است، می بایست برای مقایسه صحیح و استفاده درست از جداول موجود برای مواد مختلف (از جمله ملاس)، اندازه‌گیری‌ها همیشه در دمای ثابت و معینی انجام شود. این دمای ثابت و معین که به اصطلاح دمای آزمایشگاه نامیده می‌شود، 20 درجه سانتیگراد است. معمولاً برای کاربردهای عملی، اندازه‌گیری در دمای 18 تا 22 درجه سانتیگراد نیز قابل قبول است.
با توجه به تعریف فوق، دقیق‌ترین روش در تعیین درجه بریکس یک محلول عبارتست از وزن کردن حجم معینی از محلول (ماده) بخصوص. در این روش می بایست دقت کرد که اندازه‌گیری که اندازه‌گیری حجم و وزن درست و دقیق و در دمای آزمایشگاه صورت گیرد.
دو روش دیگر اندازه‌گیری درجه بریکس، روش‌های هیدرومتری و رفرکتومتری است.
با توجه به ترکیب بسیار متغیر ملاس‌های مختلف، به ویژه از نظر مواد غیرقندی موجود در ملاس و همچنین به علت دقت‌های متفاوت روش‌های اندازه‌گیری، معمولاً روش‌های مختلف اندازه‌گیری درجه بریکس به نتایج تا حدی متفاوت می رسند. در مجموع می‌توان نتیجه گرفت که اندازه‌گیری درجه بریکس ملاس و محلول‌های ملاس تا حدودی تقریبی است.
روش محاسبه مقدار آب مورد نیاز برای رقیق کردن محلولی با بریکس B1 و رساندن درجه بریکس محلول به B2 به شرح زیر است:
(B1/B2-1) لیتر آب به 1 کیلو محلول با ملاس بریکس B1 اضافه می کنیم تا B1/B2 کیلو محلول رقیق شده با بریکس B2 بدست آید.
برای مثال برای رساندن درجه بریکس ملاس از 75 درجه به 25 درجه طبق روش فوق، به ازای هر کیلو ملاس با بریکس 75 درجه که وزن مخصوصی حدود 1.383 دارد و در نتیجه حجم یک کیلوی آن معادل 1/1.383 یعنی 0.723 لیتر یا 723 سی سی است، می بایست (1-75/25) یعنی 2 لیتر آب به آن اضافه نمود که محلول حاصل 3 کیلو ملاس با بریکس 25 درجه خواهد بود.